# Bob Hamman
Bob Hamman (ur. 6 sierpnia 1938 w Pasadenie, Kalifornia) – amerykański brydżysta, World Grand Master oraz Senior Master (WBF).
Bob Hamman był członkiem Asów z Dallas, profesjonalnej drużyny brydżowej, która zdobywała główne tytuły światowe. Został uhonorowany przyjęciem do galerii sław ACBL.
W latach 1994–2010 był członkiem Komitetu Zawodów i Turniejów WBF.
Bob Hamman jest jedną z 10 osób, które zdobyły potrójną koronę brydżową w kategorii otwartej:
- w roku 1970 zwyciężył (z drużyną USA) w Bermuda Bowl;
- w roku 1988 zwyciężył (z drużyną USA) na Olimpiadzie brydżowej;
- w roku 1974 zwyciężył (razem z Robertem Wolffem) w mistrzostwach świata par.

## Wyniki brydżowe

### Olimpiady
Na olimpiadach uzyskał następujące rezultaty:
| Olimpiady Brydżowe. Zawody teamów | Olimpiady Brydżowe. Zawody teamów | Olimpiady Brydżowe. Zawody teamów   | Olimpiady Brydżowe. Zawody teamów | Olimpiady Brydżowe. Zawody teamów | Olimpiady Brydżowe. Zawody teamów |
| Rok                               | Miejsce                           | Zawody                              | Kategoria                         | Drużyna                           | Pozycja                           |
| --------------------------------- | --------------------------------- | ----------------------------------- | --------------------------------- | --------------------------------- | --------------------------------- |
| 2012                              | Lille                             | 2. Olimpiada Sportów Umysłowych     | Open                              | USA                               | 5                                 |
| 2008                              | Pekin                             | 1 Olimpiada Sportów Umysłowych      | Open                              | USA                               | 9                                 |
| 2002                              | Salt Lake City                    | 4 Mistrzostwa o Wielką Nagrodę MKOL | Open                              | USA                               | 8                                 |
| 2000                              | Lozanna                           | 3 Mistrzostwa o Wielką Nagrodę MKOL | Open                              | USA                               | 3                                 |
| 1998                              | Lozanna                           | 1 Mistrzostwa o Wielką Nagrodę MKOL | Open                              | USA                               | 3                                 |
| 1992                              | Salsomaggiore                     | 9 Olimpiada Teamów                  | Open                              | USA                               | 2                                 |
| 1988                              | Wenecja                           | 8 Olimpiada Teamów                  | Open                              | USA                               | 1                                 |
| 1984                              | Seattle                           | 7 Olimpiada Teamów                  | Open                              | USA                               | 5                                 |
| 1980                              | Valkenburg                        | 6 Olimpiada Teamów                  | Open                              | USA                               | 2                                 |
| 1972                              | Miami Beach                       | 4 Olimpiada brydżowa                | Open                              | USA                               | 2                                 |
| 1964                              | Nowy Jork                         | 2 Olimpiada Teamów                  | Open                              | USA                               | 2                                 |

| Olimpiady Brydżowe. Zawody Indywidualne | Olimpiady Brydżowe. Zawody Indywidualne | Olimpiady Brydżowe. Zawody Indywidualne | Olimpiady Brydżowe. Zawody Indywidualne | Olimpiady Brydżowe. Zawody Indywidualne |
| Rok                                     | Miejsce                                 | Zawody                                  | Kategoria                               | Pozycja                                 |
| --------------------------------------- | --------------------------------------- | --------------------------------------- | --------------------------------------- | --------------------------------------- |
| 2008                                    | Pekin                                   | 1 Olimpiada Sportów Umysłowych          | Open                                    | 17                                      |

### Zawody światowe
W światowych zawodach zdobył następujące lokaty:
| Mistrzostwa Świata. Konkurencja teamów | Mistrzostwa Świata. Konkurencja teamów | Mistrzostwa Świata. Konkurencja teamów | Mistrzostwa Świata. Konkurencja teamów | Mistrzostwa Świata. Konkurencja teamów | Mistrzostwa Świata. Konkurencja teamów |
| Rok                                    | Miejsce                                | Zawody                                 | Kategoria                              | Drużyna                                | Pozycja                                |
| -------------------------------------- | -------------------------------------- | -------------------------------------- | -------------------------------------- | -------------------------------------- | -------------------------------------- |
| 2013                                   | Nusa Dua                               | 41. Mistrzostwa Świata Teamów          | Trans                                  | Schwartz                               | 2                                      |
| 2013                                   | Nusa Dua                               | 41. Mistrzostwa Świata Teamów          | Seniorzy                               | USA 1                                  | 9                                      |
| 2010                                   | Filadelfia                             | 13 Seria Mistrzostw Świata             | Open                                   | Nickell                                | 2                                      |
| 2009                                   | São Paulo                              | 39 Mistrzostwa Świata Teamów           | Open                                   | USA 2                                  | 1                                      |
| 2007                                   | Szanghaj                               | 38 Mistrzostwa Świata Teamów           | Open                                   | USA 2                                  | 11                                     |
| 2006                                   | Werona                                 | 12 Mistrzostwa Świata                  | Open                                   | Nickell                                | 5                                      |
| 2005                                   | Estoril                                | 37 Mistrzostwa Świata Teamów           | Open                                   | USA 1                                  | 2                                      |
| 2003                                   | Monte Carlo                            | 36 Mistrzostwa Świata Teamów           | Open                                   | USA 1                                  | 1                                      |
| 2002                                   | Montreal                               | 11 Mistrzostwa Świata                  | Open                                   | Nickell                                | 9                                      |
| 2001                                   | Paryż                                  | 35 Mistrzostwa Świata Teamów           | Open                                   | USA 1                                  | 5                                      |
| 2000                                   | Southampton                            | 34 Mistrzostwa Świata Teamów           | Open                                   | USA 1                                  | 1                                      |
| 1998                                   | Lille                                  | 10 Mistrzostwa Świata                  | Open                                   | Walvick                                | 17                                     |
| 1997                                   | Hammamet                               | 33 Mistrzostwa Świata Teamów           | Open                                   | USA 2                                  | 2                                      |
| 1995                                   | Pekin                                  | 32 Mistrzostwa Świata Teamów           | Open                                   | USA 2                                  | 1                                      |
| 1994                                   | Albuquerque                            | 9 Mistrzostwa Świata                   | Open                                   | Freeman                                | 33                                     |
| 1990                                   | Genewa                                 | 8 Mistrzostwa Świata                   | Open                                   | Martel                                 | 9                                      |
| 1987                                   | Ocho Rios                              | 28 Mistrzostwa Świata Teamów           | Open                                   | USA                                    | 1                                      |
| 1985                                   | São Paulo                              | 27 Mistrzostwa Świata Teamów           | Open                                   | USA                                    | 1                                      |
| 1983                                   | Sztokholm                              | 26 Mistrzostwa Świata Teamów           | Open                                   | USA 1                                  | 1                                      |
| 1982                                   | Biarritz                               | 6 Mistrzostwa Świata                   | Open                                   | Zimmerman                              | 4                                      |
| 1978                                   | Nowy Orlean                            | 5 Mistrzostwa Świata                   | Open                                   | Hamman                                 | 3                                      |
| 1977                                   | Manila                                 | 23 Mistrzostwa Świata Teamów           | Open                                   | North America                          | 1                                      |
| 1975                                   | Southampton                            | 21 Mistrzostwa Świata Teamów           | Open                                   | North America                          | 2                                      |
| 1974                                   | Wenecja                                | 20 Mistrzostwa Świata Teamów           | Open                                   | North America                          | 2                                      |
| 1973                                   | Guarujá                                | 19 Mistrzostwa Świata Teamów           | Open                                   | Aces                                   | 2                                      |
| 1972                                   | Miami Beach                            | 3. Olimpiada Par                       | Miksty                                 | Schwenke                               | 3                                      |
| 1971                                   | Tajpej                                 | 18 Mistrzostwa Świata Teamów           | Open                                   | Aces                                   | 1                                      |
| 1970                                   | Sztokholm                              | 17 Mistrzostwa Świata Teamów           | Open                                   | USA                                    | 1                                      |
| 1969                                   | Rio de Janeiro                         | 16 Mistrzostwa Świata Teamów           | Open                                   | Ameryka Północna                       | 3                                      |
| 1966                                   | Saint-Vincent                          | 14 Mistrzostwa Świata Teamów           | Open                                   | Ameryka Północna                       | 2                                      |

| Mistrzostwa Świata. Konkurencja par | Mistrzostwa Świata. Konkurencja par | Mistrzostwa Świata. Konkurencja par | Mistrzostwa Świata. Konkurencja par | Mistrzostwa Świata. Konkurencja par | Mistrzostwa Świata. Konkurencja par |
| Rok                                 | Miejsce                             | Zawody                              | Kategoria                           | Partner                             | Pozycja                             |
| ----------------------------------- | ----------------------------------- | ----------------------------------- | ----------------------------------- | ----------------------------------- | ----------------------------------- |
| 2010                                | Filadelfia                          | 13 Mistrzostwa Świata               | Miksty                              | Shawn Quinn                         | 117                                 |
| 2010                                | Filadelfia                          | 13 Mistrzostwa Świata               | Open                                | Mike Passell                        | 12                                  |
| 2006                                | Werona                              | 12 Mistrzostwa Świata               | Miksty                              | Pamela Granovetter                  | 69                                  |
| 2002                                | Montreal                            | 11 Mistrzostwa Świata               | Open                                | Paul Soloway                        | 16                                  |
| 2002                                | Montreal                            | 11 Mistrzostwa Świata               | Miksty                              | Shawn Quinn                         | 7                                   |
| 1998                                | Lille                               | 10 Mistrzostwa Świata               | Miksty                              | Petra Hamman                        | 186                                 |
| 1998                                | Lille                               | 10 Mistrzostwa Świata               | Open                                | Zia Mahmood                         | 21                                  |
| 1994                                | Albuquerque                         | 9 Mistrzostwa Świata                | Miksty                              | Sabine Zenkel                       | 2                                   |
| 1994                                | Albuquerque                         | 9 Mistrzostwa Świata                | Open                                | Michael Resenberg                   | 2                                   |
| 1986                                | Miami Beach                         | 7 Mistrzostwa Świata                | Miksty                              | Kerri Shuman                        | 2                                   |
| 1982                                | Biarritz                            | 2 Mistrzostwa Świata                | Open                                | Bobby Wolff                         | 11                                  |
| 1978                                | Nowy Orlean                         | 5 Mistrzostwa Świata                | Open                                | Bobby Wolff                         | 9                                   |
| 1974                                | Las Palmas                          | 4th World Open Pairs Championship   | Open                                | Bobby Wolff                         | 1                                   |

| Mistrzostwa Świata. Konkurencja indywidualna | Mistrzostwa Świata. Konkurencja indywidualna | Mistrzostwa Świata. Konkurencja indywidualna | Mistrzostwa Świata. Konkurencja indywidualna | Mistrzostwa Świata. Konkurencja indywidualna | Mistrzostwa Świata. Konkurencja indywidualna |
| Rok                                          | Miejsce                                      | Zawody                                       | Kategoria                                    | Pozycja                                      |                                              |
| -------------------------------------------- | -------------------------------------------- | -------------------------------------------- | -------------------------------------------- | -------------------------------------------- | -------------------------------------------- |
| 2004                                         | Werona                                       | 6 Indywidualne Mistrzostwa Świata            | Open                                         | 39                                           |                                              |
| 1996                                         | Paryż                                        | 3 Indywidualne Mistrzostwa Świata            | Open                                         | 10                                           |                                              |

## Klasyfikacja
- Bob Hamman – klasyfikacja WBF (ang.)